# Matthew Rowe
Matthew Rowe (* 28. April 1988 in Cardiff) ist ein ehemaliger walisischer Bahn- und Straßenradrennfahrer.
Matthew Rowe wurde 2005 in Fiorenzuola d’Arda Bahnrad-Europameister im Scratch der Juniorenklasse. Bei der britischen Bahnradmeisterschaft in Manchester belegte er den zweiten Platz in der Mannschaftsverfolgung. Ab 2007 fuhr Rowe für das britische Continental Team Rapha Condor-Recycling.co.uk. 2010 wurde er britischer Meister im Dernyrennen. 2014 beendete er aus gesundheitlichen Gründen (Pfeiffer-Drüsenfieber) seine Radsportlaufbahn.

## Familie
Sein Bruder Luke Rowe ist ebenfalls Radrennfahrer. Im September 2017 heiratete Matthew Rowe die Radsportlerin Danielle King.

## Erfolge
2005
- Europameister – Scratch (Junioren)

2010
- Britischer Meister – Derny[2]

## Teams
- 2007 Recycling.co.uk
- 2008 Rapha Condor-Recycling.co.uk
- 2009 Candi TV-Marshalls Pasta RT
- 2014 Team NFTO